# Inocybe queletii
Inocybe queletii är en svampart som tillhör divisionen basidiesvampar, och som beskrevs av Paul Konrad. Inocybe queletii ingår i släktet Inocybe, och familjen Crepidotaceae. Enligt den finländska rödlistan är arten otillräckligt studerad i Finland. Arten har ej påträffats i Sverige. Artens livsmiljö är torr eller mesisk örtrik skog.
Arten är uppkallad efter den franske mykologen Lucien Quélet.